# Meleiro
Meleiro est une ville brésilienne du sud de l'État de Santa Catarina.

## Généralités
On pourrait imaginer que la ville est connue, comme le laisse supposer son nom (meleiro signifie « producteur de miel » en portugais), pour son miel. Colonisée par des immigrants italiens entre 1892 et 1911, Meleiro fut ainsi nommée par ses premiers habitants pour ses innombrables ruches et l'abondance de miel dans toute la région. Les abeilles ont maintenant disparu, mais le nom est resté.
La base de l'économie de la municipalité est l'agriculture, fondée sur la culture du riz, du tabac, du maïs et du haricot.
Le 15 août se fête Nossa Senhora da Glória (« Notre-Dame de la Gloire », en français), patronne de la ville.
On raconte que, vers 1890, quand arrivèrent les premiers colons, la région était infestée de « tigres » et d'indiens. Les plus vieux racontent encore les histoires fantastiques des rencontres et des batailles entre leurs ancêtres et les indiens, sans parler des légendes contant les fabuleuses chasses au tigre dans les forêts !

## Géographie
Meleiro se situe par une latitude de 28° 49' 44" sud et par une longitude de 49° 38' 09" ouest, à une altitude de 38 mètres.
Sa population était de 7 002 habitants au recensement de 2010. La municipalité s'étend sur 187 km2.
Elle fait partie de la microrégion d'Araranguá, dans la mésorégion Sud de Santa Catarina.

## Villes voisines
Meleiro est voisine des municipalités (municípios) suivantes :
- Morro Grande
- Nova Veneza
- Forquilhinha
- Maracajá
- Araranguá
- Turvo